# Tri-Rail and Metrorail Transfer Station

Die Tri-Rail and Metrorail Transfer Station ist ein Kreuzungsbahnhof am Übergang des von der Tri-Rail betriebenen Regionalverkehrs zwischen dem Flughafen Miami und Mangonia Park im Palm Beach County sowie der vom Miami-Dade County betriebenen Metrorail. Er befindet sich zwischen der Vorstadt Hialeah und dem CDP West Little River nordwestlich des Stadtgebiets von Miami in Florida.
In unmittelbarer Nähe befindet sich auch der von der Amtrak betriebene Fernbahnhof von Miami, der aber zugunsten der Eröffnung der Miami Airport Station aufgegeben wurde.

## Funktion

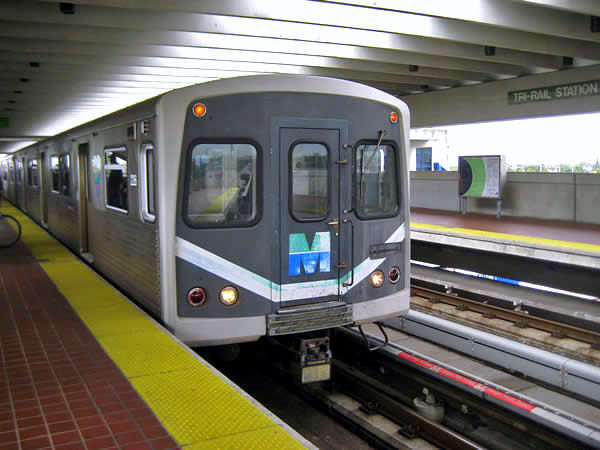
Metrorail auf der oberen Ebene

Auf der unteren Ebene verkehren in Nord-Süd-Richtung die Regionalzüge der Tri-Rail, die an zwei Seitenbahnsteigen halten. Hier besteht über Treppen und Aufzüge Anschluss an die obere Ebene zur Linie Grün der in West-Ost-Richtung verkehrenden Metrorail. Die Vorortzüge fahren von hier aus ebenfalls an zwei Seitenbahnsteigen einerseits stadtauswärts in Richtung Medley sowie stadteinwärts in Richtung Downtown Miami und in einem Bogen weiter nach Kendall (Dadeland) südwestlich der Stadt.
Im Berufsverkehr herrscht an der Station ein hohes Verkehrsaufkommen. Ein Großteil des Verkehrs hat sich mit der Eröffnung der neuen Miami Airport Station aufgrund kürzerer Fahrzeiten ins Stadtzentrum jedoch auf diese verlagert.

## Linienübersicht

### Schiene
| Linie                            | Laufweg                                                                     |
| -------------------------------- | --------------------------------------------------------------------------- |
| Tri-Rail                         | Miami – … – Tri-Rail and Metrorail Transfer Station – … – Mangonia Park     |
| Miami-Dade Metrorail, Linie Grün | Palmetto – … – Tri-Rail and Metrorail Transfer Station – … – Dadeland South |

### Metrobus
| Linie   | Verlauf                                                                               | Karte                     |
| ------- | ------------------------------------------------------------------------------------- | ------------------------- |
| 42      | Opa-locka ↔ Bahnhof Douglas Road via LeJeune Road                                     | Karte (PDF-Datei; 137 kB) |
| L (112) | Bahnhof Hialeah ↔ Miami Beach an der Lincoln Road via 79 St & Collins Avenue (SR A1A) | Karte (PDF-Datei; 545 kB) |